# ابن فهد حلی
ابوالعباس جمال‌الدین احمد بن شمس‌الدین محمد بن فهد حلی اسدی مشهور به ابن فهد حلی (زاده ۷۵۷ قمری در شهر حله - درگذشته ۸۴۱ قمری در کربلا)، فقیه و محدث شیعی قرن ۸ و ۹ قمری که در اخلاق، مقامات معنوی و سلوک عرفانی از بزرگان شیعه می‌باشد. وی همچنین در دوره خود از بزرگان فقه شیعه بود.
پس از فراگیری خواندن و نوشتن به حوزه علمیه حله رفته و تحصیل علوم اسلامی را شروع کرد.
وی در سال ۸۴۱ قمری درگذشت و در باغ نقیب علویین کربلا به خاک سپرده شد.

## سفر به جبل عامل
وی در سال ۸۲۶ قمری به مناطق جبل عامل سفر کرده‌است. در آنجا به روستای جزین رفته و از فرزند شهید اول اجازه روایت دریافت کرد. اینکه او چرا و چگونه به این سفر رفته، مشخص نیست، ولی شاید زیارت قبور پیامبران و حضور در نخستین قبله‌گاه مسلمین - بیت‌المقدس - و نیز دیداری از عالمان آن دیار بخشی از اهداف سفر عارف حلی بوده‌است.

## مناظره تاریخی
در سال ۸۴۰ قمری، از طرف حکمران بغداد، اسپند میرزا برای مناظره با علمای اهل سنت به بغداد دعوت شد. مجلس مناظره بر پاشد و ابن فهد و عالمان شیعی در یک طرف و بزرگان اهل سنت در طرف دیگر به بحث نشستند. ابن مناظره‌ها پس از جدالی حسّاس در حضور سلطان به پایان رفت و ابن فهد حلی توانست در اثبات حقانیت تشیع حکمران بغداد را اقناع کند. بدین ترتیب اسپند میرزا حاکم بغداد مذهب شیعه را اختیار کرده، سکه به نام دوازده امام زد و مذهب شیعه را مذهب رسمی حوزه حکمرانی‌اش قرار داد.

## مقابله با سید محمد بن فلاح
پس از آنکه سید محمد بن فلاح یکی از شاگردان وی، ادعاهایی پیرامون مهدویت مطرح ساخته و اقدامات عملی خود را برای کسب قدرت شروع کرد، ابن فهد فرمان قتل وی را صادر کرد که البته اجرا نشد.

## در کلام دیگران
میرزا حسین نوری دربارهٔ ابن فهد می‌نویسد:
«صاحب مقامات عالی در میدان علم و عمل و دارنده خصال روحی و باطنی‌ای که در کمتر انسانی یافت می‌شود، جمال‌الدین احمد بن فهد حلی …»
محمدتقی مجلسی در اجازه‌ای از او به عنوان «شیخ ربانی و عالمی صمدانی» یاد می‌کند.

## استادان
- علی بن محمد بن خازن حایری.
- احمد بن متوّج بحرانی؛ عالمی بزرگ و عارفی کامل، مفسّر و شاعر بوده‌است.
- ضیاءالدین ابوالحسن علی بن محمد بن مکی (فرزند شهید اول).
- علی بن یوسف بن عبدالجلیل نیلی.
- بهاءالدین علی بن عبدالکریم بن عبدالحمید نسّابه؛ او را از بزرگ‌ترین استادان ابن فهد شمرده‌اند. وی شاعر و عالمی عامل و صاحب مقامات معنوی و کرامات بوده‌است.
- سید جمال‌الدین بن اعرج حسینی.
- فاضل مقداد؛ از متکلمان بزرگ شیعه.
- جلال‌الدین عبدالله بن شرفشاه.
- حسن بن ابی الحسن دیلمی؛ عارفی بلند مرتبه و از محدثان والامقام امامیه بوده‌است. مشهورترین اثر او «ارشاد القلوب» است. گفته‌اند او در فقه و حدیث و عرفان و سیره‌نگاری نیز از مردان سرشناس شیعه بوده‌است.
- نظام‌الدین علی بن عبدالحمید نیلی[۱۰]

## شاگردان
- ابن طی عاملی؛ مؤلف کتاب «مسائل ابن طی». از شرح حال او چنین به دست می‌آید که وی بیشتر به موجب فزونی معرفت ابن فهد، شیفته و در خدمت وی بوده‌است.
- ابن عشره؛ فقیهی وارسته بوده که از حالات روحی او بسیار نوشته‌اند.[۱۱]
- احمد بن محمد بحرانی
- ابن راشد قطیفی
- شمس‌الدین محمد حولانی عاملی
- ظهیرالدین بن علی عیناثی عاملی
- عبدالسمیع بن فیاض اسدی
- علی بن هلال جزائری؛ از بزرگ‌ترین استادان محقق ثانی بوده‌است.
- علی بن فضل بن هیکل
- سید محمد بن فلاح موسوی حویزی
- سید محمد نوربخش
- مفلح بن حسن صیمری
- عزالدین حسن بن احمد بن فضل مارونی عاملی
- شمس‌الدین بن عزالدین بن ابی القاسم الحسینی[۱۲]

## تألیفات
- الاوعیة و الفتوم
- استخراج الحوادث؛ رساله فوق برداشت‌هایی است از حدیث علی بن ابی‌طالب که در آن خبر از حمله مغول و ظهور سلسله صفویه داده‌است.
- اسرار الصلاة
- بغیة الراغبین
- تاریخ الائمه
- التحصین فی صفات العارفین؛ یکی از متون اخلاقی عرفانی که در آن ضمن بررسی موضوع عزلت و گمنامی از دیدگاه معصومین آن را یکی از صفات نیک و از شرایط کمال دانسته‌است.
- الدر الفرید فی التوحید
- الدر النضید
- رساله‌ای به اهل جزایر
- رساله‌ای در فضیلت نماز جماعت
- رساله‌ای مختصر در واجبات حج
- شرح ارشاد علامه حلی
- شرح الفیه شهید اول
- شرح نفلیه شهید اول
- عدة الداعی و نجاح الساعی؛ از مشهورترین آثار ابن فهد حلی و یکی از مهم‌ترین کتاب‌ها در ادعیه و اخلاق است.[۱۳]
- مصباح المبتدی و هدایة المقتدی
- المقتصر من شرح المختصر
- المهذب البارع فی شرح مختصر النافع؛ این کتاب شرح مختصرالنافع محقق حلی است و از مهم‌ترین کتابهای فقهی ابن فهد به‌شمار می‌آید.[۱۴]
- النجوم